# Vladimír Martinka
Vladimír Martinka (* 12. prosince 1976 Žilina) je slovenský hudební skladatel filmové hudby, dirigent, orchestrátor a klavírista.

## Životopis
Narodil se 12. prosince 1976 v Žilině. Vystudoval klasickou hru na klavír (Rudolf Buchbinder, M. Levin), komorní hudbu, dirigování a kompozici na Konzervatóriu v Žilině, Musik-Akademie v Basileji, North Carolina School of the Arts, Boston Conservatory a Filmakademii v Badensku-Württembersku.
Do roku 2003 absolvoval sólové a komorní koncerty, soutěže a nahrávky v Evropě, Severní Americe a Asii. V roce 1999 založil a vedl dva ročníky festivalu „Letné koncerty komornej hudby“ v Žilině.

### Filmová hudba
Od roku 2004 se věnuje také filmové hudbě. V době studia na německé Filmakademii v Badensku-Württembersku skládal hudbu do krátkých filmů. Později spolupracoval převážně s režisérkou Marianou Čengel-Solčanskou na slovenských filmech Láska na vlásku, Únos, Legenda o lietajúcom Cypriánovi a další.
Jako orchestrátor a dirigent spolupracoval na projektech Battlefield 1, Battlefield 5, Tsunami, Amundsen, The Last Vermeer, Delirium a dalších.